# Olympus OM-10
L'Olympus OM-10 est un appareil photographique reflex mono-objectif commercialisé par la firme Olympus entre 1979 et 1983.

## Caractéristiques
Version "entrée de gamme" de l'Olympus OM-2 il garde la mesure sur les rideaux de l'obturateur pendant l'exposition mais n'a plus que deux cellules pour le faire au lieu de quatre. Il perd également l'automatisme en temps réel au flash.

### Les divers modes d'exposition proposés

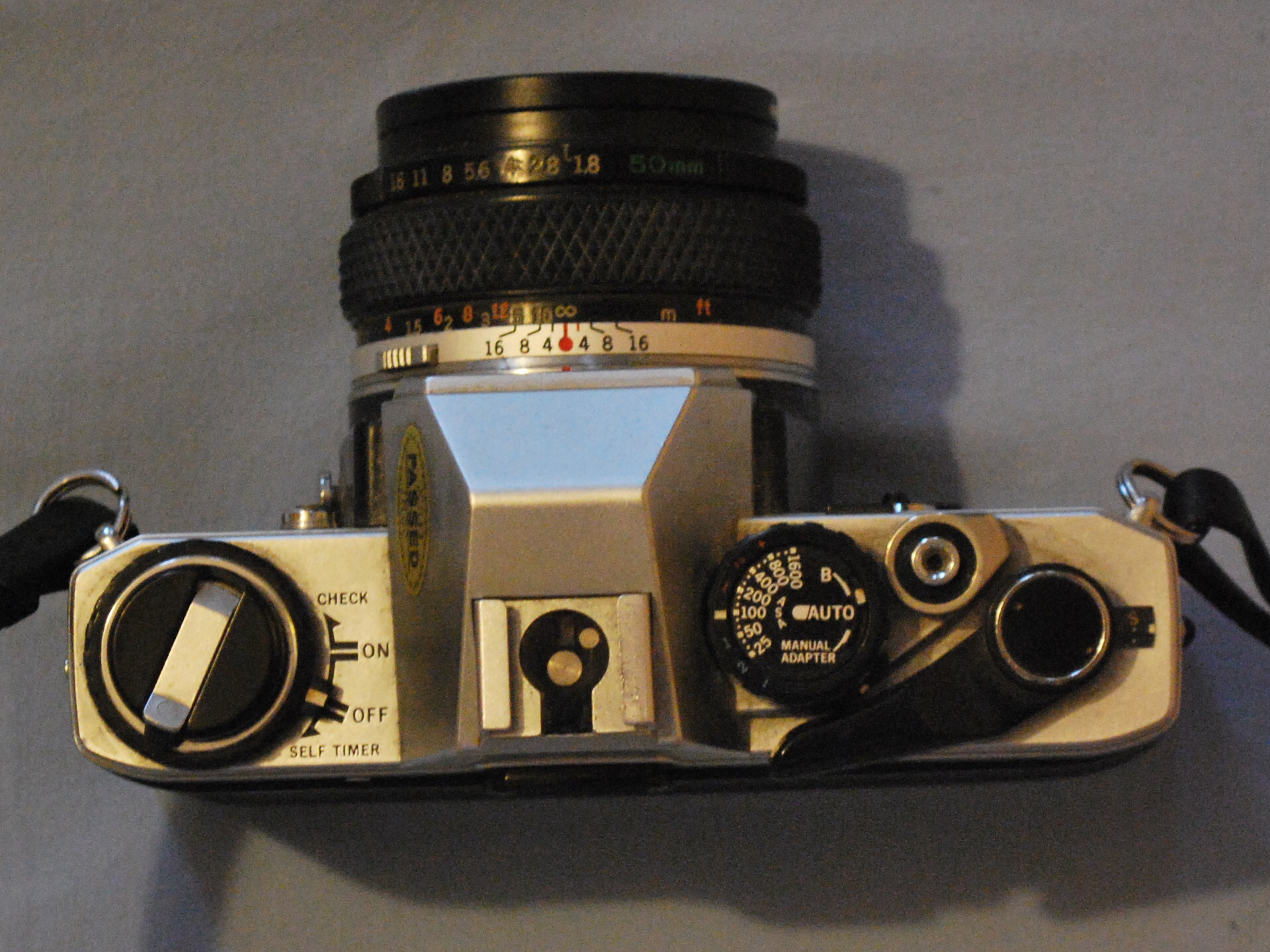

- Priorité à l'ouverture du diaphragme : on choisit manuellement une ouverture et l'appareil détermine la vitesse correspondante.
- Un adaptateur, à fixer sur la gauche de l'appareil, permet de débrayer le mode automatique et de passer en mode manuel, avec choix de la vitesse. Vitesses proposées avec cet adaptateur : de 1 s à 1/1000 s.

### Autres caractéristiques de l'appareil
- Appareil argentique, il utilise des pellicules au format 35 mm (plus connu sous le nom 24 x 36) qui peuvent aller de 25 à 1600 ASA.
- Il bénéficie d'un retardateur de 12 s environ.
- Un filetage au niveau du bouton de déclenchement permet de fixer un déclencheur souple.

### Les principaux accessoires
- Adaptateur manuel, précédemment évoqué.
- Flash T-20
- Winder Olympus. Le moteur à grande vitesse de l'OM-2 peut se monter sur l'appareil mais son utilisation est déconseillée[4].